# Olaüs Thérien
Pour les articles homonymes, voir Thérien (homonymie).
Olaüs Thérien, né à Sainte-Anne-des-Plaines (Québec) le 3 septembre 1860 et mort le 31 décembre 1929, est un avocat, rédacteur et homme politique fédéral du Québec.

## Biographie
Né dans la région des Laurentides, Olaüs Thérien étudie au Petit séminaire de Sainte-Thérèse et à l'Université Laval. Il est nommé au Barreau du Québec en 1885.
Élu député du Parti conservateur dans la circonscription fédérale de Montcalm en 1887, il est défait par le conservateur Louis Dugas en 1891.